# USS LST-622
O USS LST-622 foi um navio de guerra norte-americano da classe LST que operou durante a Segunda Guerra Mundial.